# Rosemont (Metro de Chicago)
Rosemont es una estación en la línea Azul del Metro de Chicago y es administrada por la Autoridad de Tránsito de Chicago. La estación se encuentra localizada en Rosemont, Illinois entre River Road y la I-190. Los trenes están programados para salir de Rosemont cada 2-7 minutos durante los periodos de horas pico, en una plataforma central y en dos vías. Es también la única estación del Metro de Chicago sin coordenadas. La razón de esto, se debe a que el Aeropuerto O'Hare no se alinea con ninguna calle de la ciudad.

## Historia
La estación O'Hare abrió el 27 de febrero de 1983, como la terminal de una extensión de la línea Azul de la antigua terminal Jefferson Park.

## Conexiones
Pace Buses
- #221 Wolf Road
- #222 Allstate Arena Express
- #223 Elk Grove-Rosemont CTA Station
- #230 South Des Plaines
- #284 Six Flags Great America Express
- #325 25th Avenue
- #326 West Irving Park
- #332 River-York Roads
- #600 Northwest Express
- #606 Northwest Limited
- #610 River Road-Prarie Stone Express
- #616 The Chancellory Connection